# 伏藏
伏藏（藏語：གཏེར་མ།，威利转写：gter-ma，THL：terma，藏语拼音：Dêrma），藏傳佛教寧瑪派的宗教典籍，為密續的一種。相傳伏藏源自於蓮華生大師，擁有發現伏藏能力的人，稱為伏藏師。

## 歷史源流
伏藏，藏文原義為「埋藏的珍寶」。相傳蓮華生大師來到西藏時，預言西藏的佛教將會短暫遭到滅亡。他將他認為不適合現在傳授給西藏人的經典隱藏起來，交給各地的神靈保護，等待後世發現，不過，此段歷史仍需考證。伏藏主要是經書，但也有雕像和法器。
在朗達瑪滅佛後，西藏佛教面臨極大的困境，教典大量散失。隨著西藏佛教勢力的重新抬頭，各地寺院也開始將自己埋藏的佛經重新公諸於世。在16世紀後，這類被稱為伏藏的經典在西藏大量出現。大部份的伏藏，是將原本口傳的密宗經典，重新文字化所形成，有的伏藏則是由修行者自行創作。

## 伏藏分藏
根據被發掘的地點，伏藏分為幾種不同的類型。最常見的稱為巖藏，通常是被鎖在小木盒中，埋藏在山洞或是水邊，由空行母保護。
有的伏藏是埋藏在鬼神的世界中，經由空行母傳授給修行者。
有些伏藏，是修行者將其前世的記憶記錄下來，這稱為心意伏藏。
這些伏藏的方式與教傳及耳傳，合稱為 「伏藏七法」 或「 七受命傳」。
七受命傳：
1. 教傳 (Tib. བཀའ་མ་, Wyl. bka' ma)
2. 地伏藏 (Tib. ས་གཏེར་, Wyl. sa gter)
3. 再伏藏 (Tib. ཡང་གཏེར་, Wyl. yang gter)
4. 意伏藏 (Tib. དགོངས་གཏེར་, Wyl. dgongs gter)
5. 耳傳 (Tib. སྙན་བརྒྱུད་, Wyl. snyan brgyud)
6. 淨相  (Tib. དག་སྣང་, Wyl. dag snang)
7. 憶念/隨念 (Tib. རྗེས་དྲན་, Wyl. rjes dran)

## 伏藏列表
重要的伏藏文献分为三部分，即上師相應法,大圓滿，大悲觀音。
喇嘛： 上师觉者。
《上师密集》 , 古茹曲旺 ( 1212 , 1270 ) 著。
《 心成就 》 , 仁增郭德昂 ( 1337一 1408 ) 著。
《 喇嘛珍宝海洋 》 , 白玛林巴 ( 1450 一? ) 著。
《 心成就 》 , 热纳林巴著。
《 上师赤崖 》 , 娘米玛威色 ( 1124 - 1193)为著。
《 上师赤崖 》 , 热纳林巴著。

大圆满: 大圆满法文献 。1.《 中观要义 》 ，丹玛伦杰著。《 中观要义 》 的注释 《 喇嘛精义 》，贡钦隆贝巴 ( 1 3 0 8一 1 3 6 3 ) 著。
2.《 空行妥义 》 白玛列哲泽 ( 12 9 1-13 1 5 ? ) 著
其注释 《 空行精义 》 ，贡钦隆 贝 巴 著。
《 甚深精义 》 ，贡钦隆贝巴著。 这部著作是《 中观要义 》 和 《 空行精义 》 的注释 。
3.《 无间断心义 》，仁增郭德昂著。
4.《 普贤心要集 》 ，白玛林巴著年

大悲心 : 观世音文献。
《 玛尼 全集 》 ，成就者欧珠和娘氏所著。
《 精义 集 》 ，古茹曲旺著。
《 善逝集论 》，明林德钦  ( 164 6 一 1 7 1 4 ) 著。

伏藏另外还有三个重要的部分 , 即噶举、 心要集和金刚撅。
噶举有以下三种主要文献 :
① 《 教传善逝摄论 》 ( 1 3函 ) , 年楚王著。
② 《 教传密秘全集 》 ( 6 函) , 古茹曲旺著。
《 威教传 自发自现 》 ( 4 函 ) , 仁增郭德昂著。

心要集 :
① 《 喇嘛心义 》 ( 3函 ) , 桑结林巴著。

金刚撅 :
① 《 利剑 》 , 古茹曲旺著。
②《 无上要秘 》 , 热纳林巴著。

心间伏藏几部教义原著是 :
①《 七 宝 库 》 , 贡 钦隆贝 巴著。
② 《 神法 》 , 米巨多结著。
③ 《 隆钦要义 》 , 贡钦久美林巴 ( 1729-1798 ) 著。

而宁玛派有自己独特的伏藏获取方法或原则，其中重要的有《西藏度亡经（中阴得度法）》，莲花生大士（8世纪左右）

## 外部連結
- 维基共享资源上的相關多媒體資源：伏藏